# Kristina Nilsson

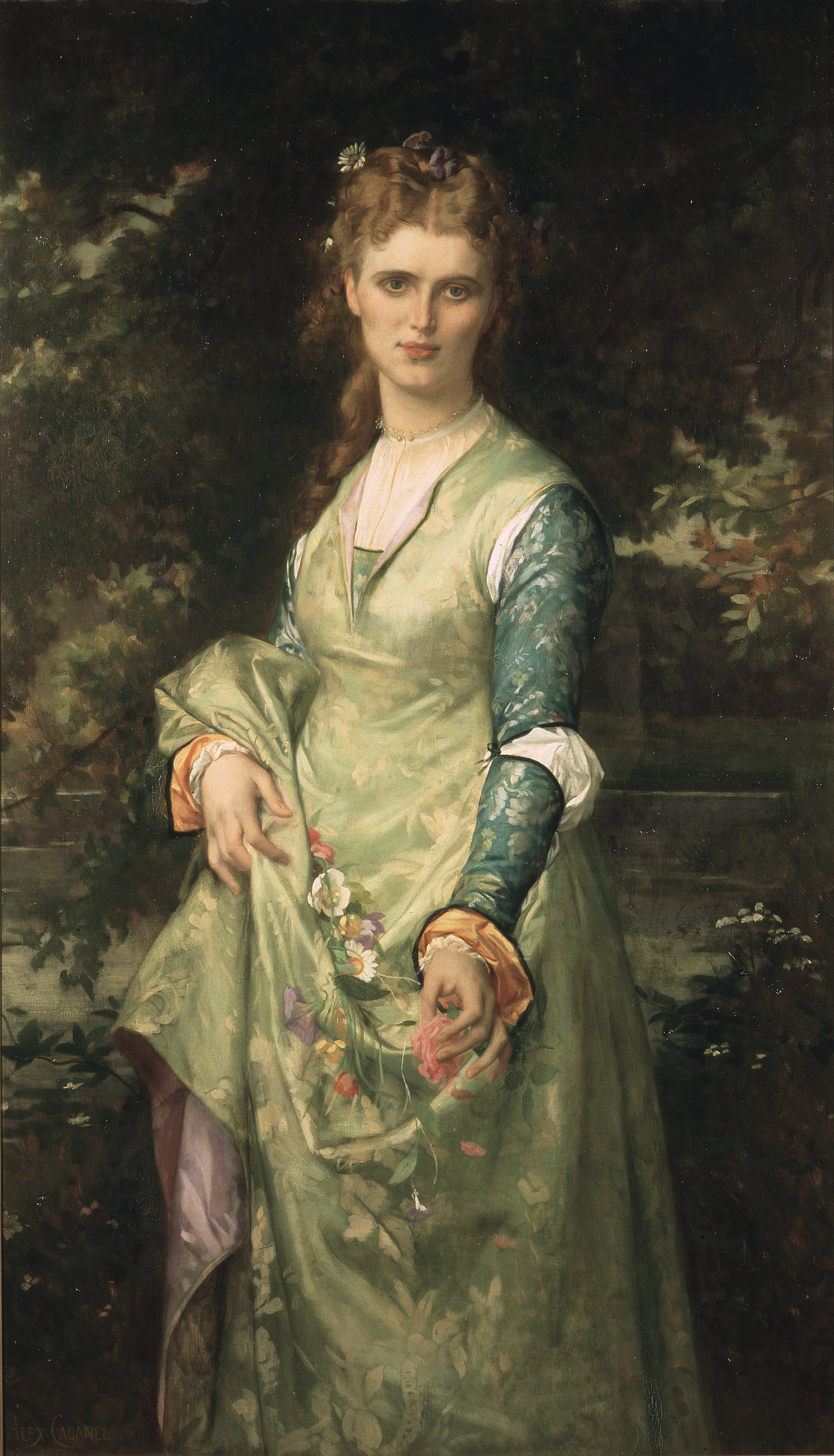
Alexandre Cabanels målning Christina Nilsson, 1843–1921, som Ofelia (1873), Statens porträttsamling.

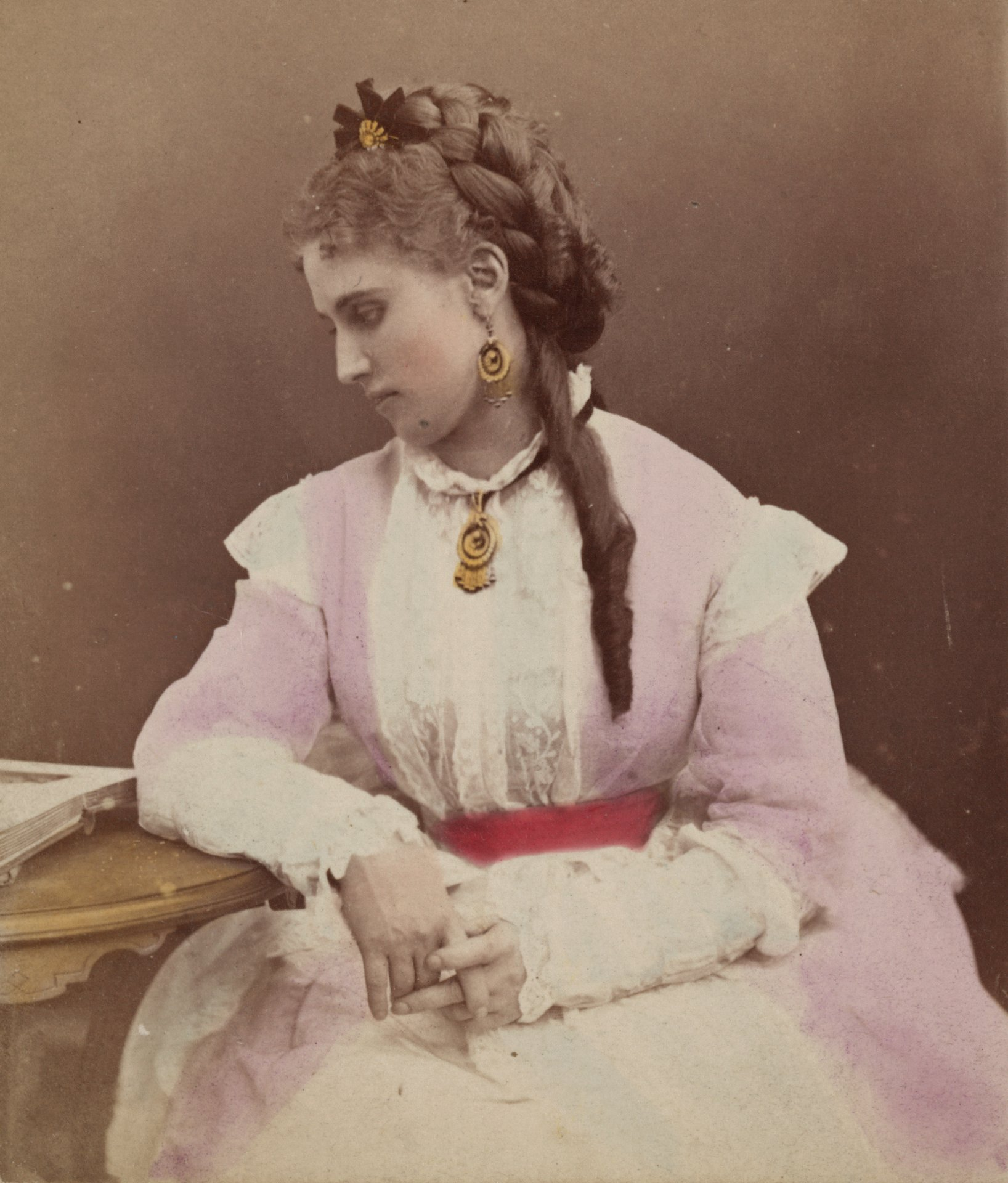
Kristina Nilsson, färglagd bild från ett stereofotografi, omkring 1874.

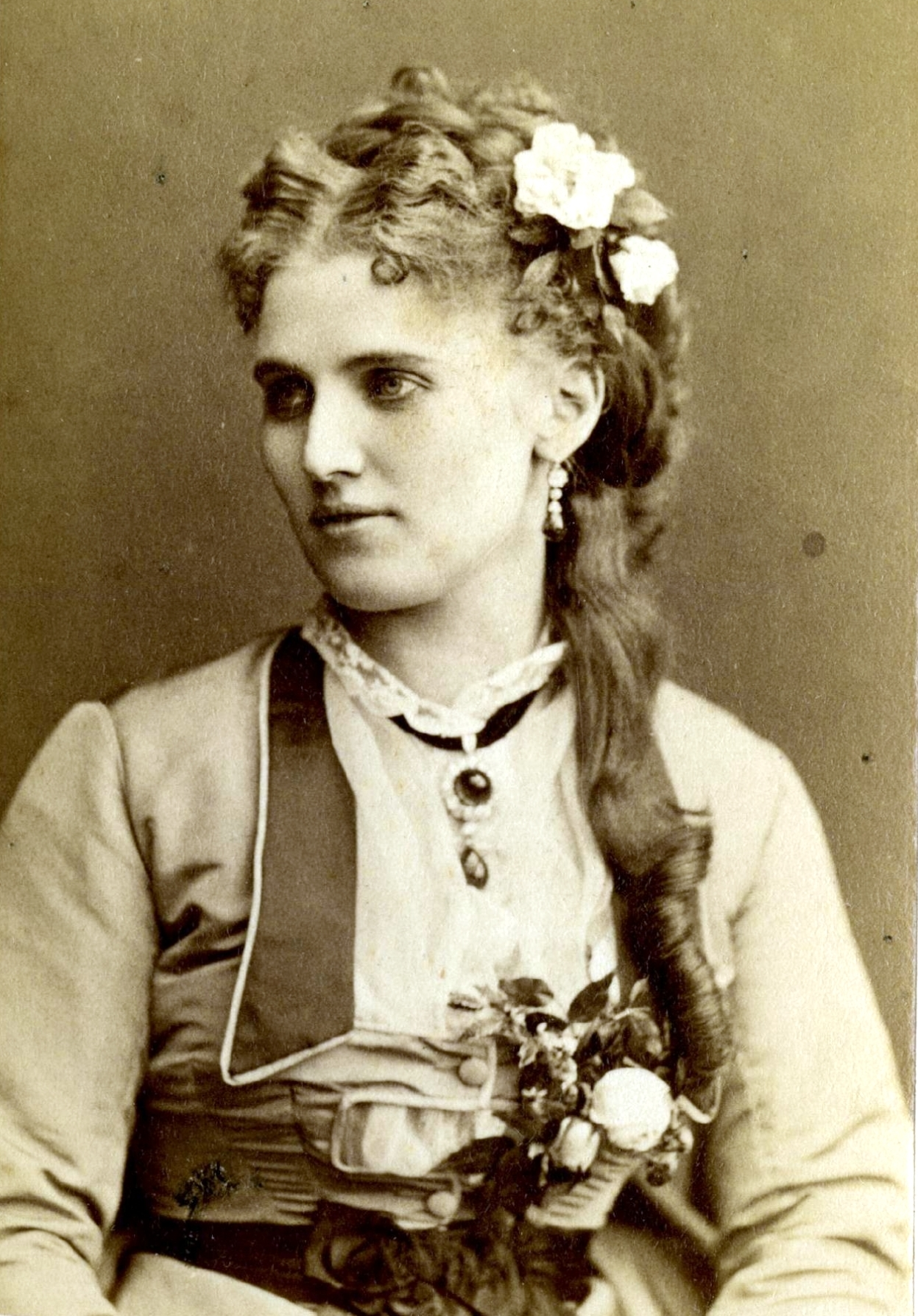

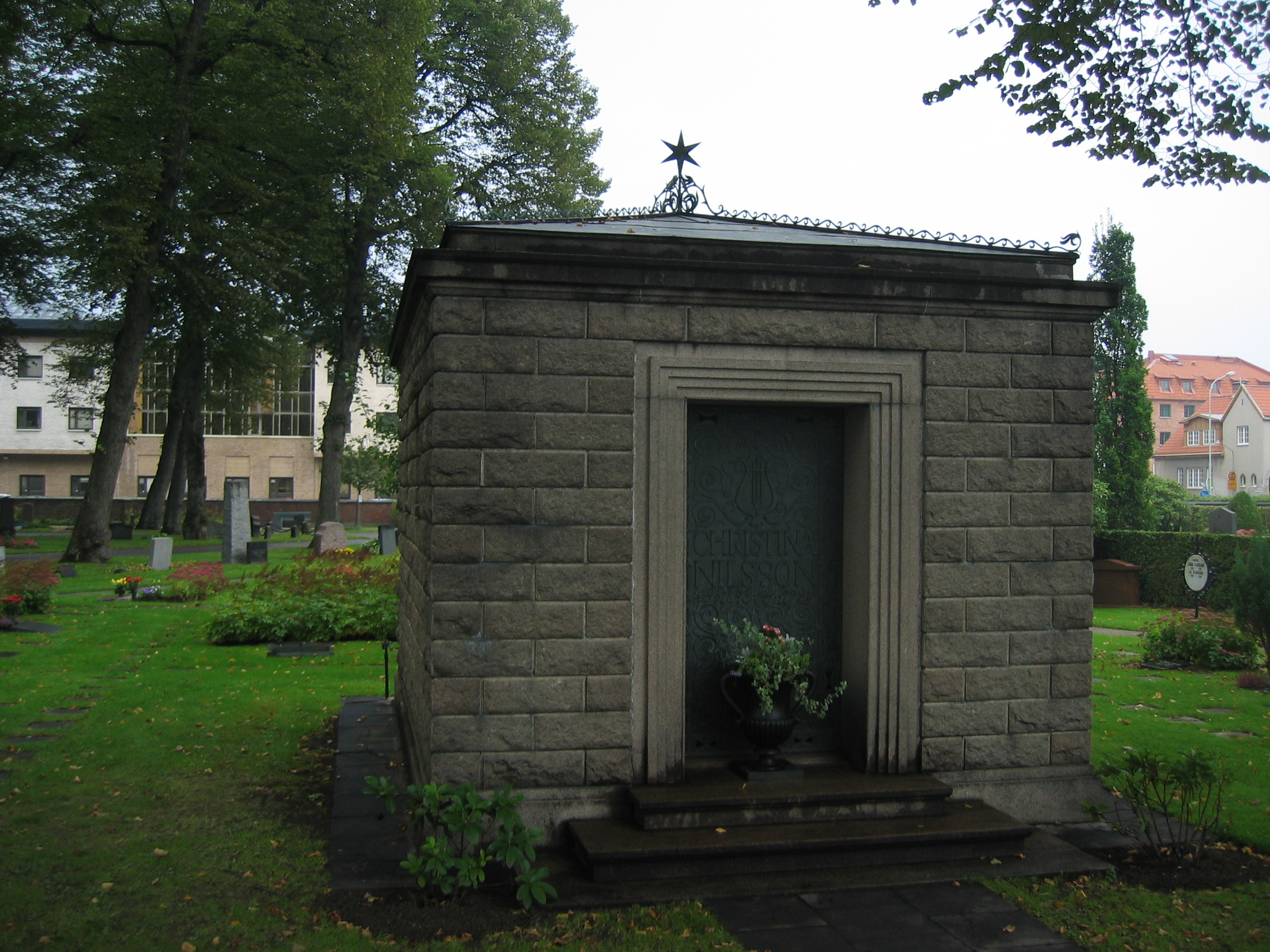
Kristina Nilsson-mausoleet på Tegnérkyrkogården i Växjö, nära Esaias Tegnérs grav.

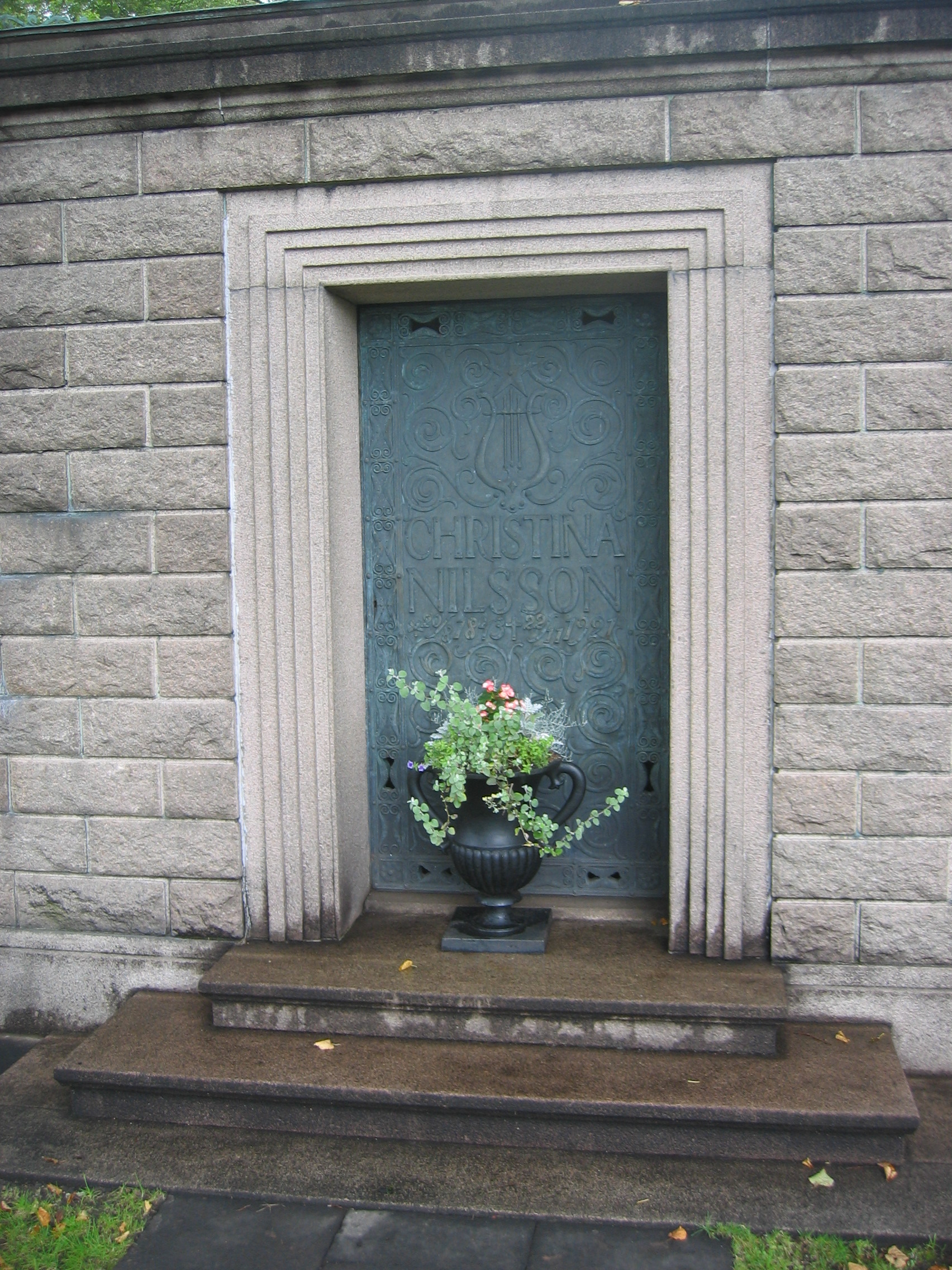
Närbild av Kristina Nilsson-mausoleet på Tegnérkyrkogården i Växjö.

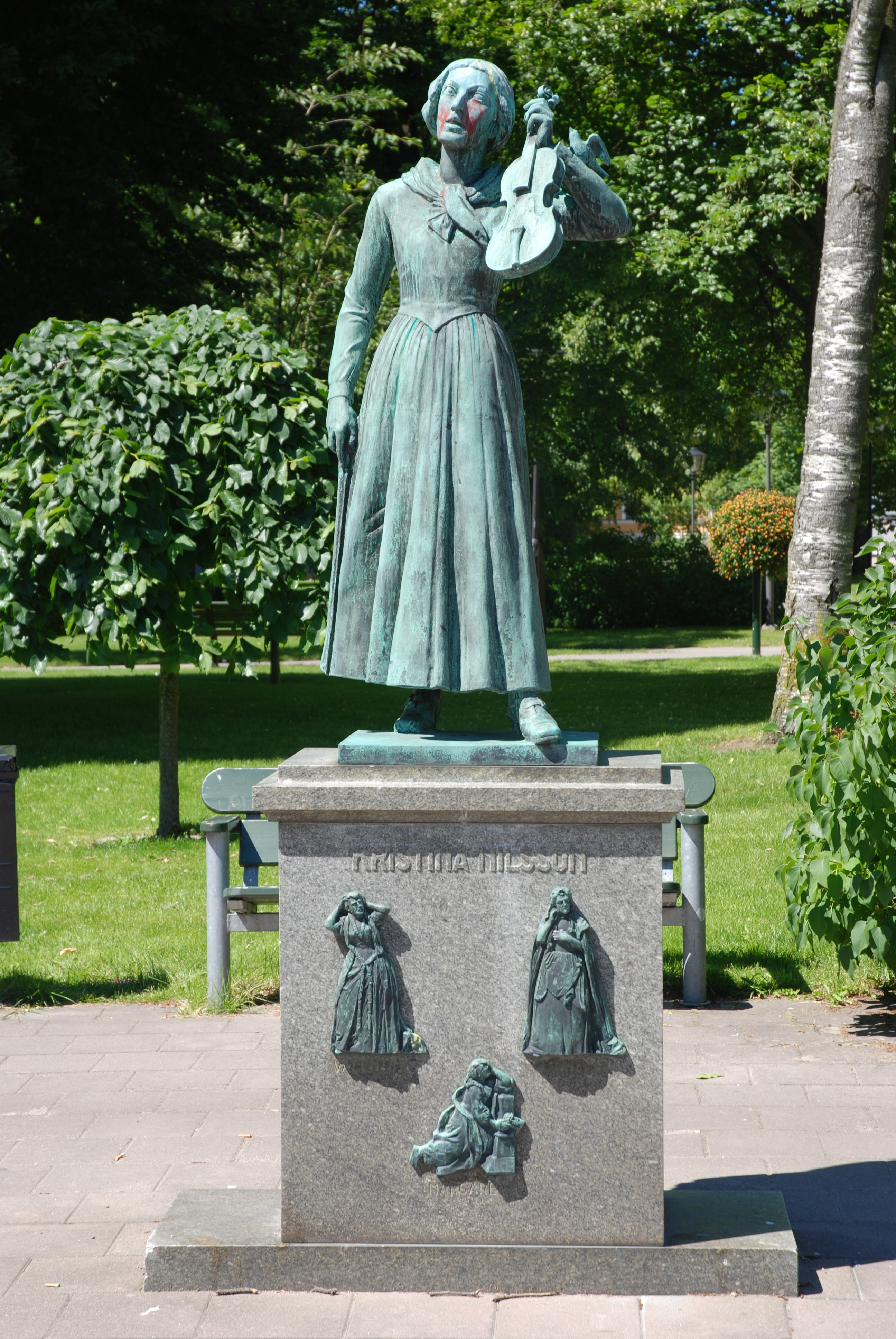
Staty över Kristina Nilsson vid Kristina Nilsson-gården i Ljungby av skulptören Carl Fagerberg, statyn avtäcktes 1938. På statyn framställs hon som trettonåring med fiol i handen.

Kristina Nilsson (även Christina och Christine), född 20 augusti 1843 i Vederslöv i Småland, död 22 november 1921 i Växjö, var en svensk operasångerska (sopran) med internationell karriär. Hon blev ledamot av Kungliga Musikaliska Akademien 1869. Hon är begravd i ett mausoleum på Tegnérkyrkogården i Växjö.

## Biografi

### Tidiga år
Nilsson föddes som Christina Jonasdotter, det yngsta barnet av sex till lantbrukaren Jonas Nilsson och Stina-Cajsa Månsdotter, på gården Sjöabol (även kallad Snugge), Vederslövs socken, sydväst om Växjö. Hon var den yngsta i raden av sju syskon. Hennes far hade svårt att försörja den stora barnskaran på den magra, stenbundna jorden och sålde den därför till greve Hamilton på Huseby bruk i förhoppning att ändå få bo kvar i stugan. Men det gick grevens förvaltare inte med på, och Jonas Nilsson vräktes från gården.
Greve Hamilton var borta när Jonas Nilsson blev vräkt, och när godsägaren kom hem igen var det för sent att göra något åt saken. Men han gav i stället Nilsson en annan stuga på Lövhult, några kilometer söderut längs landsvägen, som hörde till Huseby. Familjen flyttade dit 1848 och Nilsson tjänade sedan som statare på herrgården. I hemmet fick Christina bidra till familjens försörjning, till att börja med som grindvakt vid stenen ”Lövhulta fåle”. Genom sin sång sparade hon ihop till en fiol. Under några år åkte hon tillsammans med sin äldste bror Nils runt på marknader och sjöng och spelade med bland annat ”Blinde Janne” från Gränna. Vid denna tid kallades hon vanligen Stina på Backen.

### Karriär
Hennes sångtalang uppmärksammades på Ljungby marknad 1857 av häradshövdingen Fredrik Tornérhielm, som bekostade hennes sångutbildning i Göteborg. Det var fröken Adelaïde Valerius som blev hennes sånglärare, och inkvarteringen skedde hos vingrosshandlaren Rudolf Koch. Vintern 1859 konfirmerades Nilsson av domprosten Peter Wieselgren i Göteborgs domkyrka. Hennes debut i Göteborg ägde rum den 19 maj 1859, då den kända pianisten Sara Magnus gav en konsert i Pelarsalen på Frimurarlogen. Numret hon uppträdde med var en gammal tysk folkvisa och hon sjöng den tillsammans med  Adelaide Leuhusen (tidigare Valerius, se ovan). Israel Sandström i Handelstidningen skrev då en recension: Här uppträdde för första gången offentligen ett fruntimmer, m:ll Christina Nilsson, hvilkens vackra röst ådragit henne en musikälskarinnas uppmärksamhet, vård och handledning, i afsigt att af den unga femtonåriga flickan ännu en svensk sångerska skulle danas. Man har rätt, med anledning af det som nu presterades, att förmoda, det denna förhoppning skall gå i fullbordan. Under Göteborgsvistelsen gjorde hon sig dock framför allt känd som en överlägsen skridskoåkare, där man speciellt höll till på den frusna Vallgraven nedanför Trädgårdsföreningen.
Nilsson utbildade sig en tid 1860 för Franz Berwald i Stockholm, och återvände samma år till Särö, strax söder om Göteborg, där hon tillbringade sommaren hos sin välgörare Rudolf Koch. I september 1860 reste hon tillsammans med Adelaide Leuhusens syster Bertha, som skulle utbilda sig till fotograf, till Paris. Allt bekostat av Koch.
Hon debuterade på Theatre Lyrique i Paris 1864 som Violetta i Giuseppe Verdis opera La traviata. ”Jag var den första att sjunga La Traviata på franska och det blev mycket bifall. Men jag var rädd”, uttryckte hon efteråt. Publiken undrade: Varifrån kommer hon? Men kan man något behöver man inte vara en dålig flicka för att lyckas. Hövlig och vänlig. Det var allt.
Därefter följde en enastående karriär där hon kom att stå på ”praktiskt taget alla operascener i den moderna världen och uppträdde för kungar, drottningar, furstar och tsarfamiljen”. Hon sjöng för drottning Viktoria i England, för kejsar Franz Josef i Wien, för Napoleon III i Paris och en enda gång i domkyrkan hemma i Växjö.
I april 1867 tecknade Nilsson kontrakt med Théâtre Impérial de l'Opéra i Paris med början i november samma år. Lönen skulle bli 10 000 franc i månaden. Den mindre operan Opéra-Comique som också ville engagera henne, hade inte råd att gå så högt upp. På stora operan skulle hon ikläda sig rollen som Ofelia i den nyskrivna operan "Hamlet" med musik av Ambrosie Thomas. Operan fick dock inte premiär förrän 9 mars 1868. En av anledningarna var att Thomas specialskrev rollen passande för Kristinas röst. I operastycket lade han även in en svensk ballad, Näckens Polska, med text av Arvid August Afzelius.
I Paris anordnade hon en konsert för att hjälpa sina landsmän i Småland efter det svåra nödåret 1868. ”Tacksamhetstårarna från den fattiga hembygdens hulpna nödställda”, skrev en svensk tidning, ”äro icke de minst dyrbara juvelerna i Nilssons konstnärskrans. De bära vittne om hennes hjärta, och det vittnet skall leva ännu, sedan hennes sång förklingat.” Hon glömde inte heller sina anhöriga därhemma och såg bland annat till att alla hennes syskon kunde sitta på skuldfria gårdar.
Till Nilssons turnéer räknas den första 1867 i Storbritannien, där hon debuterade som Marguerite i Charles Gounods opera Faust, en roll som hon skulle komma att spela 167 gånger. Det var också den rollen hon hade när hon invigde Metropolitan Opera House den 22 oktober 1883, där publiken fick henne att sjunga om sitt paradnummer – juvelarian. New-York Tribune recensent, Henry Krehbiel, konstaterade att det inte tycktes bli något slut på buketterna som regnade över Nilsson när hon tagit sin sista ton.
| ”                                         | Det finns inget att säga om Mme. Nilssons Margherita som inte redan har sagts om och om igen. | „ |
| – Henry Krehbiel, 1883, New York Tribune. |                                                                                               |   |

Han fortsatte:
| ”                                         | Mm. Nilsson’s triumph came in the jewel song, where it was expected, for it is the golden link with which last year she established the connection between her concert room and the memorable night at the Academy where she first sang her way to the hearts of the people. After she had sung it last night the last film of ice that had held the public in decorous check was melted, and an avalanche of plaudits overwhelmed the fair singer. Bouquets rained from the boxes and baskets of flowers were piled over the footlights till it seemed as if there was to be no end... | „ |
| – Henry Krehbiel, 1883, New York Tribune. | |   |

Nilssons besök i USA och gästspel på det nyinvigda Metropolitan Opera House finansierades av entreprenören Vanderbilt. Under de första två månaderna höll hon tjugo föreställningar på Metropolitan Opera House där hon hade huvudrollen i fem av sex operor. Förutom huvudrollen i Faust spelade hon Mignon i Mignong, Elsa i Lohengrin och Margherita i Mefistofele. Efter åtta dagars repetitioner debuterade hon själv den 20 december 1883 som La Gioconda i Ponchiellis La Gioconda. Efter några månaders turné i USA höll hon sitt sista framträdande på en stor avskedskonsert på Metropolitan Opera House den 21 april 1884.
Nilsson gjorde sin första USA-turné 1870–1872. Senare kom hon även att turnera i Ryssland och Österrike, och därefter även i Tyskland, i Berlin dock först 1885. Åren 1876, 1881 och 1885 företog hon också uppmärksammade skandinaviska turnéer.
Efter en bejublad konsert i Stockholm den 23 september 1885 hyllades Nilsson av uppemot 50 000 personer. Efter att hon sjungit från Grand Hôtels balkong och folkmassan skulle lämna platsen utbröt panik varvid omkring 20 personer omkom då de trampats till döds eller drunknat och ett sjuttiotal skadades i den så kallade Kristina Nilsson-olyckan.

### Äktenskap
Nilsson var gift två gånger. År 1872 gifte hon sig med den franske bankiren Auguste Rouzaud (död 1882). Hela den förnäma världen talade om bröllopet, som stod i Westminster Abbey med en nästan sagolik prakt. Maken gav sig senare in i börsspekulationer med halva hennes förmögenhet, och det slutade med att allt gick förlorat. Detta tog honom så hårt att han förlorade förståndet – sinnessjukdom låg redan förut i släkten. Han inbillade sig vara en aktie som oupphörligt steg, och ville klättra upp i träden i trädgården för att visa hur värdepapperet gick upp. Men efter en tid försjönk han i fullständig apati och man förstod att slutet var nära. Hans maka sörjde honom djupt, och själv blev hon sjuk av sinnesrörelse. År 1887 gifte hon sig med den spanske adelsmannen don Angel Ramon Maria Vallejo y Miranda, greve Casa de Miranda (död 1902). Han var en mycket ansedd person inom Parissocieteten. Hon titulerades därefter grevinnan de Casa Miranda och delade sin tid mellan bostäderna i Paris, franska Menton och Spanien.

### Efter karriären
Eftersom hon ville avsluta sin karriär innan hennes talang avtagit höll hon vid 45 års ålder, 1888, en avskedskonsert i Royal Albert Hall i London. Enstaka offentliga konserter hölls dock även efter detta, den sista 1893. Från 1897 var hon åter tidvis bosatt i Småland.
Hon glömde aldrig sitt födelsehem Snugge, den 46 hektar stora gård som tillhört moderns familj sedan 1781 och som familjen tvingats lämna under förnedrande former 1848. År 1867, samma år som Joseph Stephens tog över Huseby bruk, begav sig den då 69-årige fadern Jonas Nilsson till Paris. Här sammanfördes Joseph Stephens med Nilsson och hon fick köpa tillbaka Snugge för 4 000 riksdaler riksmynt. Föräldrarna fick flytta tillbaka men båda dog några få år senare. Efter Nilssons död var Snugge i släktens ägo till 1927. 1933 hamnade det i Huseby bruks ägo igen. I samband med Florence Stephens död 1979 övergick Snugge i statlig ägo. I dag är Statens Fastighetsverk ägare och Nilssons släktförening förvaltar fastigheten och genomför visningar på sommarhalvåret. Sedan 2012 är Nilssons födelsehem statligt byggnadsminne.

### Död
Hon köpte 1906 en större villa, ”Villa Wik”, i Sandsbro strax utanför Växjö, dit hon flyttade permanent 1920. Hon avled på Stadshotellet i Växjö året därpå.  
Vid Nilssons död efterlämnade hon en förmögenhet på tre miljoner kronor, som till del testamenterades bort i form av donationer, bland annat 775 000 kronor till Musikaliska Akademien. Nationalmuseum i Stockholm och Göteborgs museum fick nästan hela hennes ovanligt värdefulla tavelsamling, och hennes många anhöriga i Småland fick dels pengar, dels minnesgåvor efter sin världsberömda släkting.

## Eftermäle
Nilssons smycken och hennes lagerkrans från avskedskonserten i Sankt Petersburg 1873 finns på Smålands museum. Ett smycke av smaragder och diamanter hade skänkts av teaterns abonnenter. De matchande örhängena var skänkta av kejsarinnan och ett smycke av olikfärgade diamanter var skänkt av tsaren. Lagerkransen i guld kom från publiken. Smyckena testamenterades till Nationalmuseum vid hennes död men stals därifrån i mitten av 1980-talet, och hamnade sedan på internationella auktioner. Insamlingar skedde, men Carl-Eric Björkegren, som innehade smaragdörhängena, vägrade sälja. Först efter hans personliga konkurs kunde örhängena återbördas till museet. Hennes dödsmask finns i privat ägo.
Nedslagskratern Nilsson på planeten Venus är uppkallad efter henne.

## Musikverk

### Sång och piano
- Nilsson, Christina (1914) (på franska). Ofelias klagan [Elektronisk resurs]. Stockholm: Åhlén & Åkerlund. Libris 19403981. http://urn.kb.se/resolve?urn=urn:nbn:se:statensmusikverk-6221[28][29]

- Jag hade en vän!.[30]

## I populärkulturen
Det finns många likheter mellan Nilsson och Christine Daaé i Gaston Leroux verk Fantomen på Operan. Bland annat vad gäller familjens bakgrund och historia, upptäckten, resan till Paris, hur fadern beger sig till Paris för att söka upp sin dotter och Nilssons hela tidiga repertoar. Dock har Leroux förlagt handlingen till Uppsala och inte till Småland. Hon omnämns på två ställen i Leo Tolstojs Anna Karenina.